# Trajà
|  | Per a altres significats, vegeu «Trajà (general)». |

Marc Ulpi Trajà (llatí: Marcus Ulpius Traianus; Itàlica, 18 de setembre del 53 - Selinunt, 9/11 d'agost del 117) fou emperador romà entre el 98 i el 117. Declarat «òptim príncep» pel Senat, és recordat com un gran emperador soldat que dirigí l'expansió militar més important de la història de Roma, fins a tal punt que l'imperi assolí el seu apogeu territorial poc abans de la seva mort. És conegut per la seva filantropia: els seus ambiciosos programes d'obres públiques i les mesures de benestar social adoptades durant el seu regnat feren que passés a la història com el segon dels cinc bons emperadors que portaren pau a l'imperi i prosperitat a la Mediterrània.
Nasqué al municipi d'Itàlica, un assentament itàlic de la Hispània Bètica situat prop de l'actual Sevilla. La gens Úlpia, a la qual pertanyia, venia de Túder, un poble de la regió d'Úmbria, al centre d'Itàlia. Era fill d'Ulpi Trajà, que fou de rang consular i patrici (el seu nom no apareix als Fasti) i membre d'una família senatorial de la província de la Bètica. Amb dues campanyes militars va sotmetre el regne daci de Decèbal i el va convertir en la província romana de Dàcia, rica en or i plata, que va proporcionar abundants recursos per a l'ambiciosa política d'obres públiques de Trajà. El 116 va envair l'Imperi Part i va conquerir la Mesopotàmia Central i Assíria (Corduena) fins a Babilònia, Ctesifont i Selèucia del Tigris, les seves principals capitals,

## Joventut

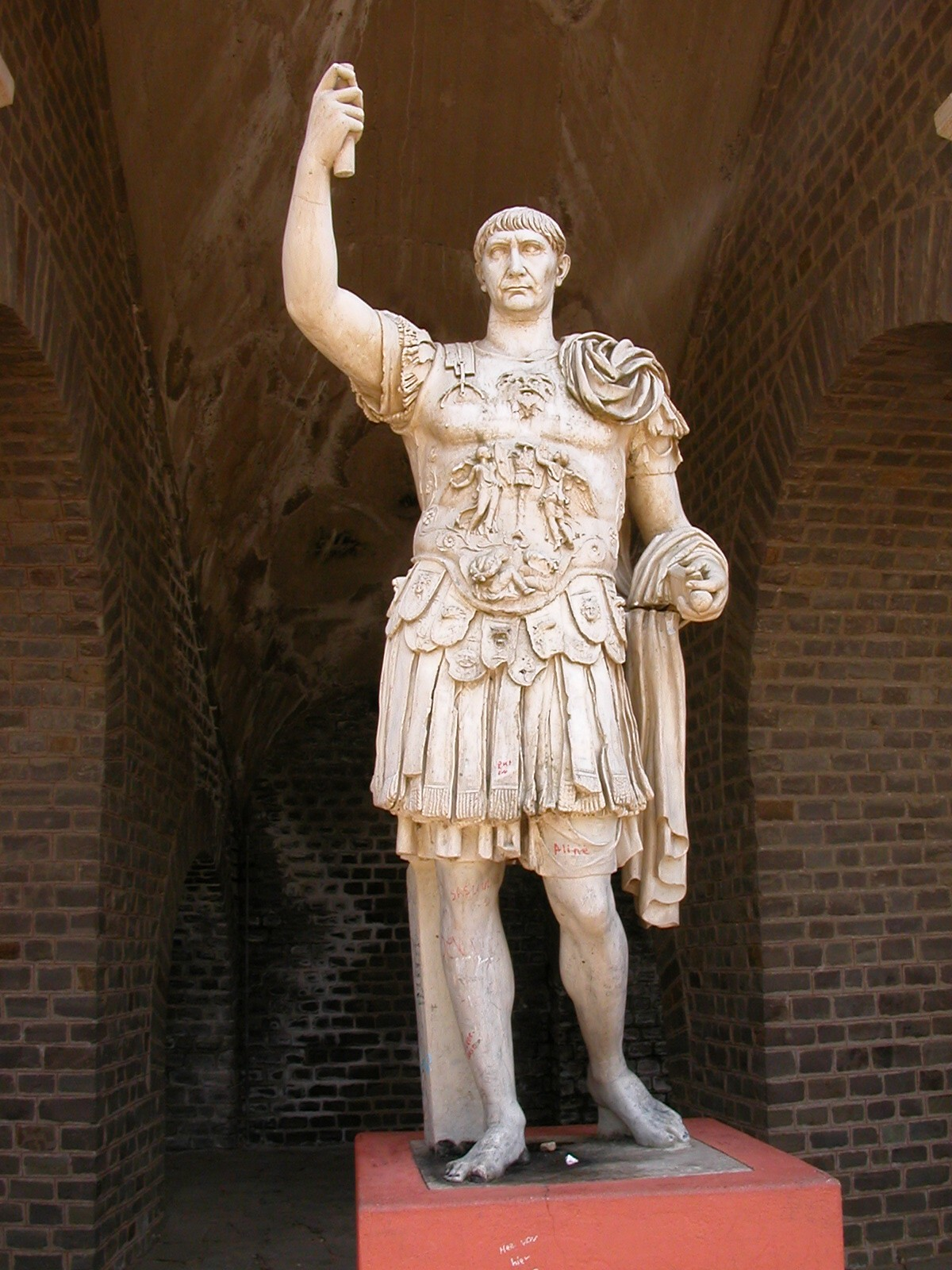
Estàtua de Marc Ulpi Trajà a Xanten (Alemanya).

Trajà va servir com a tribú militar en diversos llocs, i vers el 80 a l'Eufrates, potser sota les ordres del seu pare, que fou governador de Síria i Àsia i va ser fet patrici per Vespasià).
Fou pretor el 86 i cònsol per primer cop el 91 amb Mani Acili Glabrió IV. Després va tornar a Hispània, d'on fou cridat per Domicià per a dirigir les tropes de la Germània Inferior acantonades a Colònia Agrippina. Era governador de Germània quan va ser associat pel vell Nerva l'any 97, qui li va donar el rang de cèsar i els noms de Nerva i Germànic i poc després el títol d'imperator amb potestat tribunícia. Quan va pujar al tron el gener del 98, a la mort de Nerva, va portar el nom complet d'Imperator Caesar Nerva Trajanus Augustus. Fou el primer emperador nascut fora d'Itàlia. El Senat va confirmar la designació de Trajà per a l'imperi. Fou proclamat a Colònia Agrippina i no va anar a Roma fins al cap d'uns quants mesos, i mentre, va assegurar les fronteres del Rin i el Danubi; probablement fou llavors quan els camavis i angrivaris van expulsar els brúcters de les seves terres i els van quasi destruir.

## Emperador

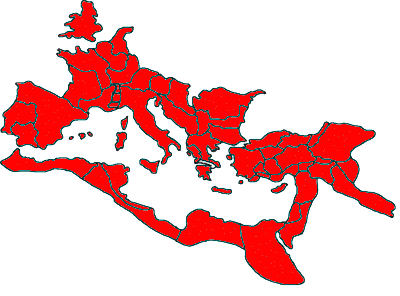
Mapa de l'Imperi Romà en la seva època de màxima expansió (117 dC)

Amb Trajà l'Imperi Romà va arribar al seu apogeu. El nou emperador va confiar el govern al Senat Romà, a l'estil dels temps republicans (ja en els seus primers dos anys de govern, Neró havia actuat així) i es va reservar únicament la direcció dels assumptes militars, que va desenvolupar bàsicament a Germània i el Danubi. Per evitar que els senadors quedessin subjectes al control moral de l'emperador, va establir el vot secret, cosa que els permetia una llibertat real de decisió. Trajà estava especialment dotat pel comandament, era sa, majestuós, treballador i infatigable. No era home de lletres però tenia un bon sentit del coneixement i en les campanyes compartia el patiments dels seus soldats; era amic de la justícia i tenia un desig sincer de felicitat per tothom; algunes vegades bevia més del compte. Dió Cassi el considera addicte a tota mena de vicis i deixa entendre que era homosexual, però les seves crítiques no són del tot de fiar, ja que d'altra banda Plini, el seu panegirista, el considera un home cast.
El 99 no va exercir de cònsol com solien fer els emperador el primer any després de la seva proclamació. Va entrar a Roma amb la seva dona Pompeia Plotina, a peu, i va rebre el títol de Pater Patriae i el nom d'Optimus. Segurament la seva dona i la seva germana Macriana van rebre els títols d'augustes. Com era habitual va fer el donatiu de diners als soldats. Va estendre les donacions als infants i va donar forma a la institució dels Pueri alimentarii, establerta per Nerva, per la qual els fills de famílies pobres rebien una subvenció de l'Estat. Aquesta institució es va estendre a províncies i alguns particulars llegaven sumes considerables perquè pogués quedar establerta en la seva ciutat, la qual cosa era considerat un honor per a la ciutat i per al ciutadà que amb el seu llegat ho feia possible.
La taxa de successions del cinc per cent (vicesima) fou eliminada pels hereus directes i pels que rebien petites herències. Va restaurar diversos edificis.
L'any 100 hi va haver diversos cònsols sufectes (Sext Juli Frontí, Tertul·le Cornut i Gai Cecili Plini Segon). En aquest any Mari Prisc, procònsol d'Àfrica, fou jutjat per peculatio a la seva província; Prisc fou desterrat; Cecili Clàssic fou acusat al mateix temps de repetundae sobre el poble de la Bètica i es va suïcidar; la propietat que tenia abans de ser nomenat governador fou donada a la seva filla i la resta repartit entre aquells als que havia robat. Plini va llegir el seu panegíric aquest any. En aquell temps Hadrià, futur emperador, es va casar amb Sabina, besneboda de Trajà.

## Guerres dàcies

### Primera campanya de Dàcia
El 101 fou cònsol per quarta vegada i va fer la seva primera campanya contra Decèbal i va marxar personalment amb un exèrcit contra els dacis als quals va derrotar prop de Tapae. Una segona victòria la va obtenir Lusi Quet, comandant de la cavalleria maure i es van conquerir diverses fortaleses, fins a arribar a la capital Sarmizegethusa (Ζερμιζεγεθούσα). Decèbal va haver d'acceptar els termes imposats per l'emperador romà que eren el pagament dels perjudicis pels saquejos i la cessió de territoris. Trajà va tornar a Roma, va celebrar el triomf i va agafar el títol de «Dàcic».
Vers el 103 Trajà va construir el port artificial de Centum Cellae (Cività Vecchia), que fou conegut com a Portus Trajanus encara que finalment el vell nom es va imposar. Vers aquest any Plini fou enviat com a governador de Pont i Bitínia amb títol de llegat o propretor i potestat consular. La seva estada en aquestes províncies va durar 18 mesos i va escriure diverses cartes a Trajà.
El 104 va passar per Nicea una ambaixada del rei dels sàrmates de camí a Roma, i en aquell any es cremà la Domus Aurea de Neró.

### Segona campanya de Dàcia
El 104 va tornar a esclatar la segona guerra a Dàcia, i Trajà va decidir l'ocupació permanent del país de rere el Danubi. Va construir un pont de pedra al riu al lloc avui conegut com a Portes de Ferro, i va atacar territori daci; la resistència dels dacis fou forta però foren derrotats i el palau de Decèbal capturat. Dàcia va esdevenir província romana (105) i Decèbal es va suïcidar. Trajà va celebrar el triomf al seu retorn (105). Després de la conquesta de la Dàcia, i per assegurar la seva possessió per a l'imperi, va reclutar milers de colons en totes les províncies, i els va establir en el territori conquerit.
També en aquest temps l'Aràbia Pètria va esdevenir província després de ser sotmesa per Aulus Corneli Palma, governador de Síria.
Les famílies provincials enriquides van emigrar a Roma durant el seu govern. Per a l'exercici de les magistratures es va establir que caldria col·locar un terç de la fortuna del candidat en béns immobles a Itàlia: es renovava així la disposició de Tiberi, que fins aleshores no s'havia observat.
Aquestos anys es van construir una via per les maresmes Pomptines, i diversos ponts, edificis, mansions a la rodalia. Per no augmentar els impostos va recórrer al botí de guerra per equilibrar la balança de pagaments, i com que no va ser suficient va emetre unes noves monedes d'or i plata amb un aliatge de qualitat dolenta. Trajà va vigilar especialment que no hi hagués concussions (guanys il·lícits per prevaricació) en l'administració provincial.

## Guerra a Armènia
A la tardor del 106 va sortir de Roma per anar a Armènia i aturar els parts. Vers el 100 Axidares va succeir com a rei a Tiridates I d'Armènia, fill de Pacoros II de Pàrtia, i per alguna raó no va satisfer ni a parts ni a romans. Trajà l'acusava d'haver rebut la corona del rei part (mentre Tiridates l'havia rebut de Neró). El rei part Còsroes va enviar ambaixadors a l'emperador quan aquest era a Atenes, informant que havia deposat (o deposaria) a Axidares i havia nomenat (o nomenaria) rei a Partamasiris, però Trajà va refusar els regals que se li oferien i va indicar que decidiria més endavant. El desembre va arribar a Selèucia de Piera i el gener a Antioquia.
A Antioquia, el bisbe local dels cristians, Ignasi, que aspirava al martiri, es va oferir a l'emperador com a víctima. La conversa amb l'emperador és reproduïda al Martyrium Ignatii; Trajà el va condemnar a ser enviat a Roma i tirat a les feres, cosa que es va produir segurament un 20 de desembre; l'any és discutit i uns opten pel 107 i altres per dates posteriors fins al 116.
D'Antioquia va anar a Armènia passant per Samòsata, que va ocupar. Va avançar cap a Satala i Elegia on es va entrevistar amb Partamasiris (que ja havia escrit a Trajà assumint el títol de rei) i va demanar l'enviament al país del governador de Capadòcia, Marc Juni; Trajà hi va enviar el fill de Juni, i Partamasiris va entregar la seva corona i la va deixar per posar als peus de Trajà, que la va rebre. Partamasiris esperava que li seria retornada, però Trajà va declarar Armènia província romana i va fer detenir el rei. Els reis dels països veïns es van sotmetre a Trajà (Regne d'Ibèria, els sauromates, els còlquids i altres).
Aquests fets tenen altres versions segons els historiadors: l'any 113, el rei part Osroes (Khusro) va deposar el rei Axidares i va col·locar al tron el seu nebot, un fill de l'antic rei part Pacoros, de nom Partamasiris. Tot i que Axidares no era ben vist a Roma, aquesta deposició fou vista com un trencament del tractat de Randea. Trajà va declarar la guerra a l'Imperi Part i va entrar a Armènia. A la ciutat d'Elegeia (Ilidja, prop d'Erzerum) el rei d'Armènia el va anar a visitar i a demanar la investidura, però Trajà es va negar a reconèixer-lo i el va expulsar del campament. En marxar, la seva escolta, que va considerar que estava en desgràcia, el va matar. Trajà va declarar Armènia província romana i en va confiar el govern a Luci Catilí Sever, besavi del futur Marc Aureli. Una columna romana sota el comandament de Luci Quiet va travessar l'Araxes i va entrar a territori part pel país dels mardes (Gilan) i per l'Atropatene. Tanmateix, Trajà va establir una aliança amb els pobles pòntics dels heniocs i els maquelons, i va entronitzar un nou rei d'Albània del Caucas.

## Període fosc del 108 al 115
Llavors va retornar a Edessa on fou rebut humilment per Abgar VII rei d'Osroene i pel seu fill Arbandes. Va transaccionar amb molts caps àrabs de Mesopotàmia tots els quals van reconèixer la sobirania romana. Algunes ciutats foren ocupades com Sinjar (Singar). La història d'aquesta campanya s'ha perdut i les notícies fragmentàries que es conserven no permeten una reconstrucció fiable. De fet el període entre el 108 i el 115 es pot dir que és un blanc en la història de l'emperador. No se sap tan sols si va tornar a Roma. El 112 fou cònsol per sexta i darrera vegada i això deixa suposar que aquest any era a Roma.

## Campanyes de Pàrtia
El 115 va sortir de Síria contra els parts; va baixar pel Tigris amb vaixells fets amb fusta d'un bosc prop de Nísibis; va entrar a Adiabene, que va sotmetre. Va seguir cap a Babilònia, on Trajà pensava construir un canal entre l'Eufrates i el Tigris (de fet ja existien alguna canals que unien els dos rius i potser només necessitaven neteja), i va construir un pont al curs inferior del Tigris. Va travessar aquest riu i va entrar en territori de l'Imperi Part. Va arribar a la capital, Ctesifont, on potser va prendre el nom de Pàrtic (Parthicus) si és que no l'havia agafat abans.
Potser va tornar a Antioquia l'hivern del 115, i un gran terratrèmol es va produir a la ciutat que fou parcialment destruïda junt amb altres ciutats sirianes. El cònsol Pedó va morir en aquest terratrèmol i el mateix Trajà es va salvar per molt poc.
El 116 Trajà va baixar pel Tigris i va arribar fins a la mar Eritrea (el Golf Pèrsic); el rei de Mesene, regne situat a la part final dels rius Eufrates i Tigris, se li va sotmetre. Mentre perdia amb rapidesa altres conquestes orientals, on els governadors foren morts i les fortaleses ocupades pels parts; va enviar llavors als generals Lusi i Màxim per recuperar els territoris; Màxim va morir en combat però Lusi va tenir èxit i va recuperar Nísibis i va conquerir Edessa per assalt i la va cremar. Selèucia del Tigris, prop de Ctesifont, fou també incendiada per Erici Clar i Juli Alexandre. Tot el territori a l'est del Tigris s'havia aixecat contra els romans (vegeu Mitridates IV de Pàrtia). Trajà va retornar a Ctesifont i va decidir donar un rei als parts en la persona de Partamaspades que probablement era net de Pacoros II de Pàrtia i fill d'Axidares d'Armènia i havia viscut quasi sempre a Roma fins que el 114 es va unir a Trajà en la seva expedició i va residir a Armènia; Partamaspades va venir d'Armènia i només entrar en territori part ja fou proclamat rei. El rei Osroes I havia fugit de Ctesifont i va poder entrar-hi sense entrebancs.
Dió Cassi diu també que va derrotar els atrens (els habitants d'Atra o Al-Hadhr) d'Aràbia (de fet Mesopotàmia) que s'havien revoltat. Després del setge d'Atra es va posar malalt i va anar empitjorant; va ser portat cap a Itàlia i el seu cosi Hadrià va romandre a Síria com a governador. Partamaspades de Pàrtia fou expulsat aviat i es va refugiar a Osroene.

## Mort de l'emperador
Trajà va viure fins a arribar a Selinunt (Cilícia), després anomenada Trajanòpolis, on va morir el 9 d'agost del 117 després d'un regnat de 19 anys 6 mesos i 15 dies. El seu cos fou conduït a Roma, on arribà en processó triomfal i dipositat a l'anomenada Columna de Trajà. No va tenir fills biològics i el va succeir el seu cosí Hadrià.